# Healthism
Als Healthism (entspricht ungefähr dem Begriff Gesundheitswahn) bezeichnet man eine übertriebene, irrationale und ideologisch gefärbte Sorge um die Gesundheit des Einzelnen oder einer Bevölkerung. Der Begriff wurde zuerst von R. Crawford verwendet, der 1980 in einem Artikel eine Ausweitung des Gesundheitsbegriffes auf alle Lebensbereiche und damit eine Überwertigkeit des Gesundheitsdenkens beschrieb.
Aufgegriffen wurde der Begriff von dem Toxikologen, Epidemiologen und Medizinkritiker Petr Skrabanek, Autor des Buches Torheiten und Trugschlüsse in der Medizin. Skrabanek verließ nach dem gescheiterten Prager Frühling 1968 die ČSSR und arbeitete in den 1970ern auf dem Gebiet der Neuropeptide, das er durch seine Forschung zur Substanz P maßgeblich mitbegründete [1]. Er publizierte in seinem Todesjahr 1994 das Werk The Death of Humane Medicine and the Rise of Coercive Healthism (Tod der humanen Medizin und Aufstieg des Zwangs zur Gesundheit). Er beschreibt darin eine „Gesundheitsideologie“, welche das Gesundheitsverhalten der Bürger radikal reglementiere. Im ersten Teil seiner Arbeit definiert und kritisiert er „healthism“ („when health is not just a personal yearning but is part of state ideology“) als gesellschaftliches Problem und Teil einer staatlichen Ideologie.
James Le Fanu definierte 2000 den Begriff als eine Art Verhaltensstörung psychisch labiler Menschen, auch als Gesundheitshysterie übersetzbar. Sie wurde von le Fanu beschrieben als eine von der Medizin inspirierte Besessenheit mit lächerlichen oder nicht-existenten Bedrohungen der Gesundheit.